# From the Earth to the Moon (minisèrie)
From the Earth to the Moon és una minisèrie de televisió de HBO del 1998 de 12 parts coproduïda per Ron Howard, Brian Grazer, Tom Hanks, i Michael Bostick que explica la història del programa Apollo durant la dècada de 1960 i principis de 1970 en format docudrama. Basada en gran manera en el llibre d'Andrew Chaikin de 1994 A Man on the Moon, la sèrie és coneguda per la seva narració acurada de la història d'Apol·lo i els efectes especials sota el director visual Ernest D. Farino.
La sèrie pren el títol de la novel·la de ciència-ficció de Jules Verne del 1865 De la Terra a la Lluna, però no es basa en ella. Hanks apareix a cada episodi, presentant cadascun dels onze primers. L'últim episodi es presenta com un format pseudo-documental narrat per Blythe Danner, intercalat amb una recreació de la realització de la pel·lícula de 1902 de Georges Méliès Le Voyage dans la Lune, que es va inspirar en part en la novel·la de Verne. Hanks narra i apareix en aquestes escenes com a ajudant de Méliès.

## Repartiment
La minisèrie té un repartiment bastant gran, motivat en part pel fet que retrata 30 dels 32 astronautes que van volar, o s'estaven preparant per volar, les dotze missions del programa Apol·lo. (Els únics dos astronautes de l'Apol·lo que no són retratats pels actors acreditats són el pilot del mòdul de comandament de l'Apollo 13 Jack Swigert, que s'escolta però no es veu a l'episodi 8, i el pilot del mòdul de comandament de l'Apollo 17 Ronald Evans, que té una breu aparició a l'escena de l'enlairament de l'Apollo 17 a l'episodi final. També hi són retratats membres de les famílies de molts dels astronautes i altre personal de la NASA i personal no NASA.
També s'inclouen diversos personatges de ficció (o de ficció), en particular el presentador de notícies de televisió Emmett Seaborn (Lane Smith) que apareix en nou dels dotze episodis.
L'astronauta David Scott, de l'Apol·lo 15, va ser el principal consultor tecnològic.

## Episodis
Els dotze episodis, cadascun dirigit per diferents individus, utilitzen una varietat de punts de vista i temes, alhora que cobreixen seqüencialment els programes Mercury, Gemini i Apollo. Lane Smith retrata Emmett Seaborn, un periodista experimentat d'una cadena de televisió de ficció, que cobreix el programa espacial dels Estats Units des dels seus primers dies, donant continuïtat a la majoria dels episodis.
| No. | Títol                       | Dirigit per      | Escrit per                        | Data d'emissió     |
| --- | --------------------------- | ---------------- | --------------------------------- | ------------------ |
| 1 | «Can We Do This?»           | Tom Hanks        | Steven Katz                       | 5 d'abril de 1998  |
| Cobreix els primers anys de la "Carrera espacial" dels Estats Units amb la Unió Soviètica, inclosa la creació de la NASA i la decisió d'enviar homes a la Lluna. Ofereix una visió general dels programes Mercury i Gemini, concentrant-se en reconstruccions del vol pioner Mercury Freedom 7 d'Alan Shepard; La primera caminada espacial d'Ed White als Estats Units a Gemini 4, la fallada gairebé desastrosa de Neil Armstrong i David Scott durant el vol de la missió Gemini 8 missió; i la finalització amb èxit de Gemini amb la perfecció de l'activitat extravehicular de Buzz Aldrin a Gemini 12. |                             |                  |                                   |                    |
| 2 | «Apollo One»                | David Frankel    | Graham Yost                       | 5 d'abril de 1998  |
| Retrata la tragèdia de l'incendi de l'Apollo 1 des de la perspectiva de la seva investigació posterior per part de la NASA i el Congrés dels EUA. Es mostren els seus efectes en individus clau, inclosos Harrison Storms de North American Aviation, Joseph Shea de la NASA, l'astronauta Frank Borman encarregat de donar suport a la investigació de la NASA, i les vídues de Gus Grissom, Ed White i Roger Chaffee. |                             |                  |                                   |                    |
| 3 | «We Have Cleared the Tower» | Lili Fini Zanuck | Remi Aubuchon                     | 12 d'abril de 1998 |
| Retrata la recuperació del programa Apollo al vol tripulat després de la tragèdia de l'Apollo 1, des de la perspectiva d'un equip documental de ficció que cobreix el vol d'Apollo 7. Aquest vol està comandat pel veterà Wally Schirra de Mercury, que es centra en la seguretat després de la mort del seu col·lega Grissom. L'equip de documentals presenta el líder del pad Genter Wendt, un altre zelós guardià de la seguretat dels astronautes. |                             |                  |                                   |                    |
| 4 | «1968»                      | David Frankel    | Al Reinert                        | 12 d'abril de 1998 |
| Representa l'històric primer vol lunar tripulat de l'Apollo 8, com la redempció d'un any d'una altra manera esquinçat per conflictes ple d'assassinats polítics, guerres i disturbis. Les imatges documentals dels turbulents esdeveniments polítics s'intercalen amb el drama, que es filma majoritàriament en blanc i negre, excepte escenes a bord de la nau espacial i algunes imatges de notícies en color. Es destaquen els temors de l'esposa del comandant de la missió Frank Borman, Susan, de la possibilitat que el seu marit morís en una nau espacial atrapada en òrbita lunar. Inclou la lectura del Gènesi de l'Apollo 8. |                             |                  |                                   |                    |
| 5 | «Spider»                    | Graham Yost      | Andy Wolk                         | 19 d'abril de 1998 |
| Torna al 1961, i la lluita solitaria de l'enginyer de la NASA John Houbolt per convèncer la direcció que la manera més fàcil d'aterrar homes a la Lluna serà utilitzar una nau de desembarcament separada que empra renting de l'òrbita lunar. A continuació, rastreja el disseny i desenvolupament del mòdul lunar per un equip dirigit per l'enginyer de Grumman Tom Kelly. Cobreix la selecció i l'entrenament de la primera tripulació que l'ha volat, James McDivitt i Rusty Schweickart (juntament amb el pilot del mòdul de comandament David Scott), i culmina amb el seu primer vol de Spider en òrbita terrestre a l'Apollo 9. El "assaig general" lunar de l'Apollo 10 s'esmenta breument. |                             |                  |                                   |                    |
| 6 | «Mare Tranquilitatis»       | Frank Marshall   | Al Reinert Graham Yost Tom Hanks  | 19 d'abril de 1998 |
| Una dramatització del primer aterratge a la Lluna de l'Apollo 11 a Base Tranquility a Mare Tranquillitatis està intercalat amb seqüències de flashback de l'entrevista televisiva d'Emmett Seaborn amb la tripulació de Neil Armstrong, el pilot del mòdul lunar Buzz Aldrin i el pilot del mòdul de comandament Michael Collins. |                             |                  |                                   |                    |
| 7 | «That's All There Is»       | Jon Turteltaub   | Paul McCudden Erik Bork Tom Hanks | 26 d'abril de 1998 |
| La història de la segona missió d'aterratge lunar de l'Apollo 12 l'explica el pilot del mòdul lunar Alan Bean. Bean, l'últim membre del Grup d'Astronautes de la NASA 3 a volar a l'espai, narra la seva experiència amb la tripulació molt unida i integrada per tota la Marina comandada pel veterà Gemini Pete Conrad, i accepta amb humor i gràcia la seva responsabilitat per la fallada de la primera càmera de televisió en color a la superfície lunar i per gairebé fracturar-se el seu propi crani en no assegurar correctament la càmera de televisió del mòdul de comandament abans de la fallada. |                             |                  |                                   |                    |
| 8 | «We Interrupt This Program» | David Frankel    | Peter Osterlund Amy Brooke Baker  | 26 d'abril de 1998 |
| Aquest episodi cobreix el perillós vol de l'Apollo 13 completament des del punt de vista terrestre; els astronautes només se senten a la ràdio. El veterà periodista de vols espacials de televisió Emmett Seaborn (Lane Smith) és convocat per emetre la notícia d'última hora de la fallada en el vol, mentre el jove reporter Brett Hutchings (Jay Mohr) és retirat d'esports per ajudar amb la cobertura. A mesura que la crisi es desenvolupa, Seaborn es troba en desacord amb l'estil de Hutchings de sensacionalitzar el seu impacte en les famílies dels astronautes i criticar la NASA. Seaborn comença a sentir que està marginat quan la xarxa decideix deixar Hutchings a Houston, mentre el retorna a la seu per oferir només cobertura de fons. L'última gota cau quan, després de l'èxit de la recuperació dels astronautes, Hutchings es posa en la seva tradicional entrevista posterior al vol amb el controlador de vol Gene Kranz. Seaborn marxa abatut, per no tornar-se a veure fins al vol d'Apollo 17 a l'episodi final. |                             |                  |                                   |                    |
| 9 | «For Miles and Miles»       | Gary Fleder      | Erik Bork                         | 3 de maig de 1998  |
| L'any 1964, mentre guanyava la seva fama com el primer home d'Amèrica a l'espai i el seu esperat comandament de la primera missió Gemini, Alan Shepard es veu afectat de sobte amb la malaltia de Ménière, caracteritzada per vertigen i nàusees. El director d'operacions de vol Deke Slayton l'ha de posar a terra, però li ofereix la feina d'astronauta en cap, fent efectivament l'assistent de Shepard Slayton com a supervisor de tots els astronautes. Uns anys més tard, un cirurgià prova una cirurgia experimental que cura els símptomes de Shepard, i ell torna a la rotació de vol, comandant l'Apollo 14 a principis de 1971, que aconsegueix l'aterratge fracassat de Fra Mauro de l'Apollo 13. Shepard porta un pal de golf del sis cap a bord, que ell subjecta a un mànec d'eina per recollir terra i l'utilitza per colpejar una pilota "durant quilòmetres i quilòmetres". |                             |                  |                                   |                    |
| 10 | «Galileo Was Right»         | David Carson     | Jeffrey Fiskin Remi Aubuchon      | 3 de maig de 1998  |
| L'astronauta científic Harrison "Jack" Schmitt, un geòleg, persuadeix el seu mentor, el professor Lee Silver, perquè entrenin els astronautes de l'Apollo en seleccionar mostres de roca adequades per recollir-les mitjançant l'experiència de camp, en lloc de les avorrides conferències a l'aula que la NASA ha fet servir. Silver porta els quatre membres de la tripulació d'aterratge principal i de reserva de l'Apollo 15 (David Scott, James Irwin, Richard F. Gordon, Jr. i Schmitt) al desert del sud-oest, mentre que el geòleg lunar Farouk El-Baz entrena els pilots del Mòdul de Comandament (Alfred Worden i Vance D. Brand) en el reconeixement a gran altitud de característiques geològiques utilitzant vols d'avió sobre Hawaii. Schmitt és decebut quan aprèn que el seu propi vol Apollo 18 serà cancel·lat, però encara creu que la formació dels altres astronautes és vital. Val la pena quan Scott i Irwin troben la «roca del Gènesi», originalment es creia que provenia de l'escorça primordial de la Lluna. El títol fa referència a la reproducció de Scott d'un experiment que demostra la hipòtesi de Galileu que la gravetat farà caure cossos de diferents masses al mateix ritme en el buit, deixant caure un martell i una ploma. |                             |                  |                                   |                    |
| 11 | «The Original Wives Club»   | Sally Field      | Karen Janszen Tom Hanks Erik Bork | 10 de maig de 1998 |
| Mostra el programa Apollo des del punt de vista de les nou dones del NASA Astronaut Group 2, des de 1962 més enllà del final del programa. Les càrregues que se'ls imposen inclouen mantenir una llar mentre presenten una imatge positiva als mitjans de comunicació, protegir els seus marits de qualsevol preocupació familiar que pugui afectar la seva posició en la rotació del vol o la capacitat de tornar a la Terra amb seguretat i consolar-se mútuament de cara a tragèdies que maten Elliot See i Ed White. L'episodi està ancorat a la missió Apollo 16, durant la qual el recentment casat Ken Mattingly perd el seu anell de noces al mòdul de comandament, i el pilot del mòdul lunar Charles Duke el troba mentre Mattingly realitza uns caminafs per l'espai profund. |                             |                  |                                   |                    |
| 12 | «Le Voyage Dans La Lune»    | Jonathan Mostow  | Tom Hanks                         | 10 de maig de 1998 |
| La història de la darrera missió lunar, Apollo 17, s'explica com un pseudo-documental ambientat diverses dècades després dels fets. S'inclouen entrevistes simulades de diversos personatges com Emmett Seaborn i el director de vol Christopher C. Kraft Jr., amb maquillatge de vellesa. El documental està intercalat amb la història del primer cineasta francès Georges Méliès, la creació de la seva visió d'un viatge a la Lluna, Le Voyage dans la Lune' de 1902. Es fusionen escenes de la pel·lícula original amb la recreació del seu rodatge. |                             |                  |                                   |                    |

## Integració amb pel·lícules existents
La minisèrie, centrada en el programa espacial Apollo, es va produir amb la intenció de no repetir altres representacions dramàtiques dels esdeveniments de la carrera espacial.
El Programa Mercury, que va ser retratat a la pel·lícula de 1983 Escollits per a la glòria, es va resumir breument en el primer episodi. Els productors de minisèries Hanks, Howard i Grazer, que anteriorment havien produït la pel·lícula de 1995 Apollo 13, van rodar l'episodi "We Interrupt This Program" des de la perspectiva dels mitjans de comunicació que cobrien aquell vol, ja que la pel·lícula ja havia cobert la història des del punt de vista de la tripulació i de l'equip de control de la missió.

## Informació de producció
Molts dels actors van tenir l'oportunitat d'interactuar i fer amistat amb els astronautes de la vida real que representaven. Brett Cullen, que va interpretar el pilot del mòdul de comandament de l'Apollo 9 i comandant de l'Apollo 15 David Scott, va ser convidat a la casa de la família Scott cada vegada que un episodi en el qual apareixis es veia per primera vegada per televisió. Dos clips curts de les escenes finals de Apollo 13 es van utilitzar a "That's All There Is"; una seqüència d'esquetxos i una vista del vaixell de recuperació USS Iwo Jima (retratat per USS New Orleans)).
La sèrie original es va rodar a Super 35, pensada per ser vista als televisors estàndard de l'època en una relació d'aspecte d'1,33:1. Amb la proliferació de televisors de pantalla plana de pantalla panoràmica, la sèrie es va remasteritzar amb una relació d'aspecte 1,78:1 i es va tornar a llançar el 2005 com a caixa de DVD de 5 discs. Com passa amb la majoria de material filmat en aquest format, l'enquadrament de pantalla panoràmica provoca la pèrdua (en alguns plans) de les parts superior i inferior dels fotogrames de l'emissió original, però revela informació addicional a l'esquerra i a la dreta. Això no sempre es nota a causa d'un procés de transferència acurat, però en algunes escenes es perden detalls importants. Per exemple, en el primer episodi, quan el conjunt Gemini 8 / Agena gira a l'espai amb un propulsor enganxat, el propulsor no és visible a la nova versió de pantalla panoràmica, ja que està tallat per la part superior del marc. Alguns subtítols també s'han vist compromesos.
Parts de la minisèrie van ser filmades als Disney-MGM Studios (ara Disney's Hollywood Studios) a Orlando, Florida. Les escenes de les passejades de la lluna es van rodar dins dels hangars dirigibles d'una antiga base marina a Tustin, Califòrnia. Aproximadament la meitat de l'àrea interior es va convertir a la superfície de la Lluna, i la resta es va utilitzar per mantenir tràilers de producció. Per simular la gravetat superficial lunar, es van col·locar globus meteorològics plens d'heli a l'esquena dels actors que interpretaven els astronautes a les escenes d'activitat extravehicular lunar, reduint efectivament el seu pes a una sisena part.
La partitura de "Spider" presenta de manera destacada una imitació del tema principal del títol de la pel·lícula de 1963 de la Segona Guerra Mundial La gran evasió, i Tom Kelly fa broma sobre tenir una tripulació excavant un túnel a la planta de Grumman. L'episodi també presentava un autèntic mòdul lunar Apollo (LM-13), que havia estat construït per a la missió Apollo 18 però que mai es va utilitzar a causa de les retallades pressupostàries.

## Premis i nominacions
La sèrie va ser nominada a disset premis Emmy i va guanyar tres: Minisèrie destacada, Càsting destacat per a una minisèrie o una pel·lícula i pentinat excepcional per a una minisèrie, pel·lícula o un especial. A A més, la sèrie va guanyar un Premi Globus d'Or l'any 1999 a la Millor minisèrie o pel·lícula feta per a televisió.
| Any  | Premi                               | Categoria                                                                                               | Nominat(s) | Resultat  | Ref.   |
| ---- | ----------------------------------- | --- | --- | --------- | ------ |
| 1998 | American Cinema Editors Awards      | Millor episodi editat d'una minisèrie de televisió                                                      | Richard Pearson (per a "1968") | Nominat   |        |
| 1998 | Premis del Gremi de Directors d'Art | Premi d'excel·lència en disseny de producció - pel·lícula de televisió o minisèrie                      | Richard Toyon, Kitty Doris-Bates, Seth Reed | Guanyador |        |
| 1998 | Critics' Choice Awards              | Millor pel·lícula feta per a televisió                                                                  | From the Earth to the Moon | Guanyador | [ 7 ]  |
| 1998 | Cinema Audio Society Awards         | Assoliment destacat en la mescla de so per a televisió: pel·lícula de la setmana, minisèrie o especials | Joe Foglia, Kevin Patrick Burns, Todd Orr (for "Le Voyage Dans La Lune") | Guanyador |        |
| 1998 | Costume Designers Guild Awards      | Excel·lència en disseny de vestuari per a televisió                                                     | Chrisi Karvonides-Dushenko | Nominat   |        |
| 1998 | Directors Guild of America Awards   | Premi del Gremi de Directors d'Amèrica a la millor direcció en minisèrie o pel·lícula de televisió      | Jon Turteltaub (for "That's All There Is") | Nominat   | [ 8 ]  |
| 1998 | Premis Globus d’Or                  | Millor minisèrie o telefilm                                                                             | From the Earth to the Moon | Guanyador | [ 9 ]  |
| 1998 | Producers Guild of America Awards   | Millor televisió de format llarg                                                                        | Tom Hanks, Tony To, John P. Melfi, Graham Yost, Brian Grazer, Ron Howard, Michael Bostick, Erik Bork, Bruce Richmond, Janace Tashjian                                                                                      | Guanyador | [ 10 ] |
| 1998 | Producers Guild of America Awards   | Visionary Award                                                                                         | Tom Hanks | Guanyador | [ 10 ] |
| 1998 | Satellite Awards                    | Millor minisèrie o pel·lícula de televisió                                                              | From the Earth to the Moon | Guanyador |        |
| 1998 | Satellite Awards                    | Millor actor - minisèrie o pel·lícula de televisió                                                      | Kevin Pollack | Nominat   |        |
| 1998 | Satellite Awards                    | Millor actor secundari - sèrie, minisèrie o pel·lícula de televisió                                     | David Clennon | Guanyador |        |
| 1998 | Satellite Awards                    | Millor actriu secundària – sèrie, minisèrie o pel·lícula de televisió                                   | Rita Wilson | Guanyador |        |
| 1998 | TCA Awards                          | Programa de l'Any                                                                                       | From the Earth to the Moon | Guanyador | [ 11 ] |
| 1998 | TCA Awards                          | Assolis destacats en pel·lícules, minisèries i especials                                                | From the Earth to the Moon | Guanyador | [ 11 ] |
| 1998 | Writers Guild of America Awards     | Televisió: Drama episòdic                                                                               | Graham Yost (per "Apollo One") | Nominat   | [ 12 ] |
| 1998 | Primetime Emmy Awards               | Minisèrie destacada                                                                                     | Tom Hanks, Tony To, John Melfi, Graham Yost, Michael Bostick, Brian Grazer, Ron Howard, Erik Bork, Bruce Richmond id Janace Tashjian                                                                                       | Guanyador | [ 13 ] |
| 1998 | Primetime Emmy Awards               | Direcció destacada d'una minisèrie o una pel·lícula                                                     | Tom Hanks (per "Can We Do This?") | Nominat   | [ 13 ] |
| 1998 | Primetime Emmy Awards               | Escriptura destacada per a una minisèrie o una pel·lícula                                               | Graham Yost (for "Apollo One") | Nominat   | [ 13 ] |
| 1998 | Primetime Emmy Awards               | Direcció d'art excepcional per a una minisèrie o una pel·lícula                                         | Richard Toyon, Kitty Doris-Bates, Seth Reed, Amy Wells, Michele Poulik (for "Le Voyage Dans La Lune") | Nominat   | [ 13 ] |
| 1998 | Primetime Emmy Awards               | Càsting destacat per a una minisèrie o una pel·lícula                                                   | Craig Fincannon, Mark Fincannon, Marc Hirschfeld, Sharon Klein, Meg Liberman, Lisa Mae Wells Fincannon, Deborah Brown | Guanyador | [ 13 ] |
| 1998 | Primetime Emmy Awards               | Cinematografia destacada per a una minisèrie o una pel·lícula                                           | Gale Tattersall (per "Can We Do This?") | Nominat   | [ 13 ] |
| 1998 | Primetime Emmy Awards               | Disfresses destacades per a una minisèrie o una pel·lícula                                              | Chrisi Karvonides-Dushenko (per "Le Voyage Dans La Lune") | Nominat   | [ 13 ] |
| 1998 | Primetime Emmy Awards               | Perruqueria excepcional per a una minisèrie, pel·lícula o un especial                                   | Vicky Phillips, Lynda Gurasich | Guanyador | [ 13 ] |
| 1998 | Primetime Emmy Awards               | Maquillatge destacat per a una minisèrie, pel·lícula o un especial                                      | Gina Lamendola, Greg Cannom, Ve Neill | Nominat   | [ 13 ] |
| 1998 | Primetime Emmy Awards               | Composició musical destacada per a una minisèrie o una pel·lícula (subratllat dramàtic)                 | Michael Kamen (per "1968") | Nominat   | [ 13 ] |
| 1998 | Primetime Emmy Awards               | Edició d'imatges d'una sola càmera excepcional per a una minisèrie o una pel·lícula                     | Laurie Grotstein (per "Can We Do This?") | Nominat   | [ 13 ] |
| 1998 | Primetime Emmy Awards               | Edició d'imatges d'una sola càmera excepcional per a una minisèrie o una pel·lícula                     | Richard Pearson (per "1968") | Nominat   | [ 13 ] |
| 1998 | Primetime Emmy Awards               | Edició de so destacada per a una minisèrie, pel·lícula o un especial                                    | Richard Taylor, Barbara Issak, Brian Thomas Nist, Joe Earle, Christopher Brooks, Jerry Edemann, David Melhase, James A. Williams, Benjamin Beardwood, Dennis Gray, Alyson Dee Moore, Patricia Nedd (per "Can We Do This?") | Nominat   | [ 13 ] |
| 1998 | Primetime Emmy Awards               | Mil·la mescla de so per a una minisèrie dramàtica o una pel·lícula                                      | Joe Foglia, Scott Millan, Brad Sherman (per "1968") | Nominat   | [ 13 ] |
| 1998 | Primetime Emmy Awards               | Mil·la mescla de so per a una minisèrie dramàtica o una pel·lícula                                      | Joe Foglia, Rick Ash, Adam Sawelson (per "That's All There Is") | Nominat   | [ 13 ] |
| 1998 | Primetime Emmy Awards               | Mil·la mescla de so per a una minisèrie dramàtica o una pel·lícula                                      | Joe Foglia, Kevin Patrick Burns, Todd Orr (per "La Voyage Dans La Lune") | Nominat   | [ 13 ] |
| 1998 | Primetime Emmy Awards               | Efectes visuals especials destacats per a una minisèrie, pel·lícula o un especial                       | David Altenau, Tony Cutrono, Burt Dalton, Ernest Farino, Matthew Gratzner, John Hoffman, Evan Jacobs, Adam Lovell, Eroc Moralls, James Roberts, Ariel Velasco Shaw (per "1968")                                            | Nominat   | [ 13 ] |